# Anthophila abhasica
Anthophila abhasica — вид лускокрилих комах родини хореутид (Choreutidae).

## Поширення
Вид поширений у Центральній та Східній Європі, і у Кавказі. Присутній у фауні України.